# Francesco Negri (Reformator)
Francesco Negri (* 1500 in Bassano del Grappa, Republik Venedig; † 1563) war ein italienischer Benediktinermönch, katholischer Theologe, der um 1525 in Venedig evangelisch wurde, nach Straßburg, Chiavenna und Pińczów ging und dort als Weber, Übersetzer, Lehrer, Schriftsteller und Reformator tätig war.

## Leben und Wirken
Negri stammte aus einer adligen Familie, sein Vater war der Kaufmann Cristoforo Negri, seine Mutter hieß Dorotea Buonamente. In Bassano besuchte er von 1511 bis 1515 bei Andrea Locatelli und von 1515 bis 1517 bei Giovanni da Reggio die Schule, wo er die klassischen Sprachen und Philosophie lernte. Er trat 1517 ins Benediktinerkloster San Benedetto in Polirone bei Mantua ein und erhielt den Namen Simeone. 1522 wurde er Mönch im Kloster Santa Giustina in Padua. 1524 kam er mit seinem Bruder Girolamo ins Kloster San Giorgio Maggiore in Venedig, wo er die Lehren Martin Luthers kennenlernte. Nachdem sein Vater 1525 gestorben war, konnte er das Kloster verlassen. Er ging 1529 zuerst nach Augsburg und dann nach Straßburg, wo er als Weber tätig war und Cunegonda Regina Fessi heiratete. Er machte dort Begegnungen mit einigen Reformatoren, so ließ er sich von Wolfgang Capito und Martin Bucer unterrichten. Huldrych Zwingli begleitete er 1529 zum Marburger Religionsgespräch, und er war auch am Reichstag in Augsburg 1530 dabei. Im gleichen Jahr kehrte er kurz nach Italien zurück, vermutlich um Erbangelegenheiten zu klären. Er lebte aber bis 1538 weiterhin in Straßburg, wo er als Übersetzer vom Lateinischen ins Italienische tätig war.
Ab 1538 hielt Negri sich dann im südbündnerischen Chiavenna auf, wo er zuerst als Privatlehrer tätig war und dann eine Schule gründete, wo er selbst klassische Sprachen unterrichtete. Um ihn scharte sich auch eine evangelische Gemeinde, die vorwiegend aus italienischen Glaubensflüchtlingen bestand, wie er einer war. Er hatte aber Sympathien für wiedertäuferische und antitrinitarische Lehren, die von Camillo Renato und Francesco Stancaro vertreten wurden und ihn in Konflikt mit dem Reformator und Pfarrer von Chiavenna Agostino Mainardi brachten, der eine am Zürcher Reformator Heinrich Bullinger orientierte Theologie vertrat. So nahm er im Oktober 1550 am Täuferkonzil in Venedig teil.
Er verfasste und übersetzte Schulbücher und schrieb einen Katechismus mit dem Titel Brevissima somma della dottrina christiana recitata da un fanciullo, in domanda e resposta, der dem von Martin Luther nachgebildet war. 1546 kreierte er ein personifiziertes theologisches Drama mit dem Titel La tragedia del Libero arbitrio (deutsch: Die Tragödie des freien Willens). Es wurde sein bekanntestes Werk, da es 1558 ins Französische, 1559 ins Lateinische und 1573 ins Englische übersetzt wurde. Eine dichterische Lobschrift auf die religiöse Toleranz und Freiheit in Graubünden erschien 1547 in Basel unter dem Titel Rhetia sive de situ et moribus Rhetorum. Zur Zeit der Gegenreformation kamen seine Werke 1559 auf den päpstlichen Index der verbotenen Bücher.
1561 ging Negri mit seinem Sohn Giorgio nach Pińczów bei Krakau, wo evangelisch-antitrinitarische italienische Exilanten weitgehend unbehelligt leben und glauben konnten. Er war dort als Bibellehrer und theologischer Schriftsteller tätig. 1563 plante er nach Chiavenna zurückzukehren, um seine Frau und seine weiteren zwei Kinder zu treffen, aber bevor er die Reise antreten konnte, starb er an der Pest.

## Werke
- Rudimenta grammaticae, Mediolani, apud Antonium Castellonium, 1541
- Ovidiane Metamorphoseos Epitome, Christoph Froschauer, Zürich 1542
- Tragedia di F(rancesco) N(egri) B(assanese) intitolata, Libero arbitrio, Johannes Oporinus & Jacob Parcus, Basel 1546; Brucioli (?), Venedig 1547, Oporino, Venedig 1551; französische Übersetzung 1558; lateinisch 1559; englisch 1573.
- Rhetia sive de situ et moribus Rhetorum, Basel 1547 (Übersetzung und Herausgabe von T. Schiess: Rhetia – eine Dichtung aus dem 16. Jh. von Franciscus N. aus Bassano, 1897)
- Brevissima somma della dottrina christiana recitata da un fanciullo, in domanda e resposta, Basel 1550 (?)
- De Fanini Faventini, ac Dominici Bassanensis morte, Qui nuper ob Christum in Italia Rom. Pon. Iussu impie occisi sunt, Brevis Historia, Dolfino Landolfi, Poschiavo 1550.
- Canones grammaticales,  apud D. Landolphum, Pesclavii, 1555
- Ad evangelicam Ecclesiam in Polonia renascentem in Psalmum CIII brevissima paraphrasis, Marek Szarfenberg, Krakau 1559
- In dominicam precationem meditatiuncula: eiusdem De restituta humano generi per Iesum Christum salute carmen, item Ad Iesum Christum gratiarum actio, per Franciscum Nigrum Bassianatem, Froschauer, Zürich 1560

### Übersetzungen vom Italienischen ins Lateinische
- Paolo Giovio: Turcicarum rerum commentarius… ex Italico Latinus factus, Argentorati, Commentarii delle imprese dei Turchi di Paolo Giovio, für Wendelinus Rihelius, 1537
- Niccolò Machiavelli: Discorsi sopra la prima deca di Tito Livio, 1537 (?)